# صموئيل أوينز
صموئيل أوينز (بالإنجليزية: Samuel Owens)‏ هو مهندس معماري وسياسي أمريكي، ولد في 23 أبريل 1856، وتوفي في 15 يناير 1921. حزبياً، نشط في الحزب الجمهوري. وقد انتخب عضو جمعية ولاية ويسكونسن.